# Мякишево (Брянская область)
Мякишево — деревня в Выгоничском районе Брянской области, в составе Лопушского сельского поселения. Расположена в 8 км к юго-западу от Выгоничей. Население — 117 человек (2010).

## История
Основана в 1718 году В. И. Дуровым; позднее — владение Вепрейских, в первой половине XIX века переходит к Шатихиным и Коленским (иногда упоминалась как два отдельных сельца: Мякишево-Коленское и Мякишево-Шатихино, второе к северо-западу от первого). Входила в приход села Субботова.
Первоначально относилась к Подгородному стану Брянского уезда, с последней четверти XVIII века до 1924 года входила в Трубчевский уезд (с 1861 — в составе Уручьенской волости). В XIX веке работали сахарный и винокуренный заводы, паровая маслобойка.
В 1924—1929 в Выгоничской волости Бежицкого уезда; с 1929 в Выгоничском районе, а в период его временного расформирования — в Брянском (1932—1939, 1965—1977), Почепском (1963—1965) районе. До 1959 года — центр Мякишевского сельсовета.

## Достопримечательности
- Святой источник (у автодороги Выгоничи—Лопушь—Трубчевск).

## Известные уроженцы и жители
- Рогачёв, Валерий Степанович (1946—2015) — российский государственный деятель, первый председатель Брянской областной Думы (1994—1995).